# Miguel de Almeida Santos
Miguel de Almeida Santos ComC • ComA • GOA • ComSE foi um encarregado do Governo colonial português.

## Biografia
Coronel.
A 15 de Fevereiro de 1919 foi feito Comendador da Ordem Militar de Avis, a 26 de Abril de 1919 foi feito Comendador da Ordem Militar de Sant'Iago da Espada e a 28 de Junho de 1919 foi feito Comendador da Ordem Militar de Cristo.
Exerceu o cargo de Governador-Geral da Colónia de Angola entre 1923 e 1924, tendo sido antecedido por José Norton de Matos e sucedido por João Augusto Crispiniano Soares.
A 5 de Outubro de 1926 foi elevado a Grande-Oficial da Ordem Militar de Avis.